# 鶴鳴鞋帽商店
鶴鳴鞋帽商店是一間由上海起步的連鎖鞋帽經營企業，曾享譽東南亞。

## 起源
鶴鳴是民國時在上海崛起的一家著名鞋帽商店，於1936年3月18日由楊月光創設，不想開張不久雙目失明，遂由其子楊撫生接手經營，以《詩·小雅》中“鶴鳴於九皋，聲聞於天”的鶴鳴為店名。祖鋪設在金陵东路、西藏南路口交界，以品種齊全、品質優異、服務完善著稱，在上海享有鞋帽大王的聲譽。楊氏非常重視廣告宣傳，在上海大小報章經常刊登鶴鳴的廣告，1936～1949年間《申報》上就陸續登有廣告160多幅。

## 變遷
鶴鳴的經營業務不斷發展，1939年首先在南京路442號開設第一分店，1948年8月，鶴鳴南來，楊撫生在廣州市下九路39號辦起第八家分店，俗称“西鹤”，主營上海出品的時髦新款男女皮鞋和帽子。
至1950年已先後在上海、香港、廣州、南京、臺灣、長沙等地擁有13個分店和1家製造部，期間楊撫生擔任過上海市皮鞋業和鞋業同業公會理事長、上海市參議員，易幟後於1951年春節離滬去港，後於60年代左右將香港分鋪改作大大公司。台北分鋪未結業前位於重慶南路一段90號。
1956年大陸店鋪均被公私合營，廣州鶴鳴改造時還將附近的金星、洪華鞋店吞併，成為西關唯一的專業鞋店。1966年文革，上海祖鋪被改名勞動鞋帽店，廣州鶴鳴被改名堅紅鞋帽商店，直到80年代初，恢復原名稱。
廣州鶴鳴在1994年4月兼併美施、新盛百貨店，成立鶴鳴鞋業公司。2001年，鹤鸣鞋帽商店入选首批“广州老字号”。2011年，鹤鸣入选第二批“中华老字号”。
上海鹤鸣于1998年遷址金陵東路445號和西藏南路74號；21世紀初，在原址建造亞龍廣場。

## 结业
广州鹤鸣在2000年捲入征地風波，從2004年開始一直打官司。2008年，鹤鸣败诉，结束了最后一家铺面的营业，进入资产清算程序。2011年11月，广州市鹤鸣鞋帽商店有限公司註銷。上海鹤鸣亦在2021年注销。
2023年11月，商务部等5部门印发《关于公布中华老字号复核结果的通知》，因公司已注销，鶴鳴鞋帽商店从中华老字号名单中移除。

## 外部鏈接
- 广州十大"困境"中的老品牌（页面存档备份，存于）